# Bomaanslag in Oklahoma City op 19 april 1995

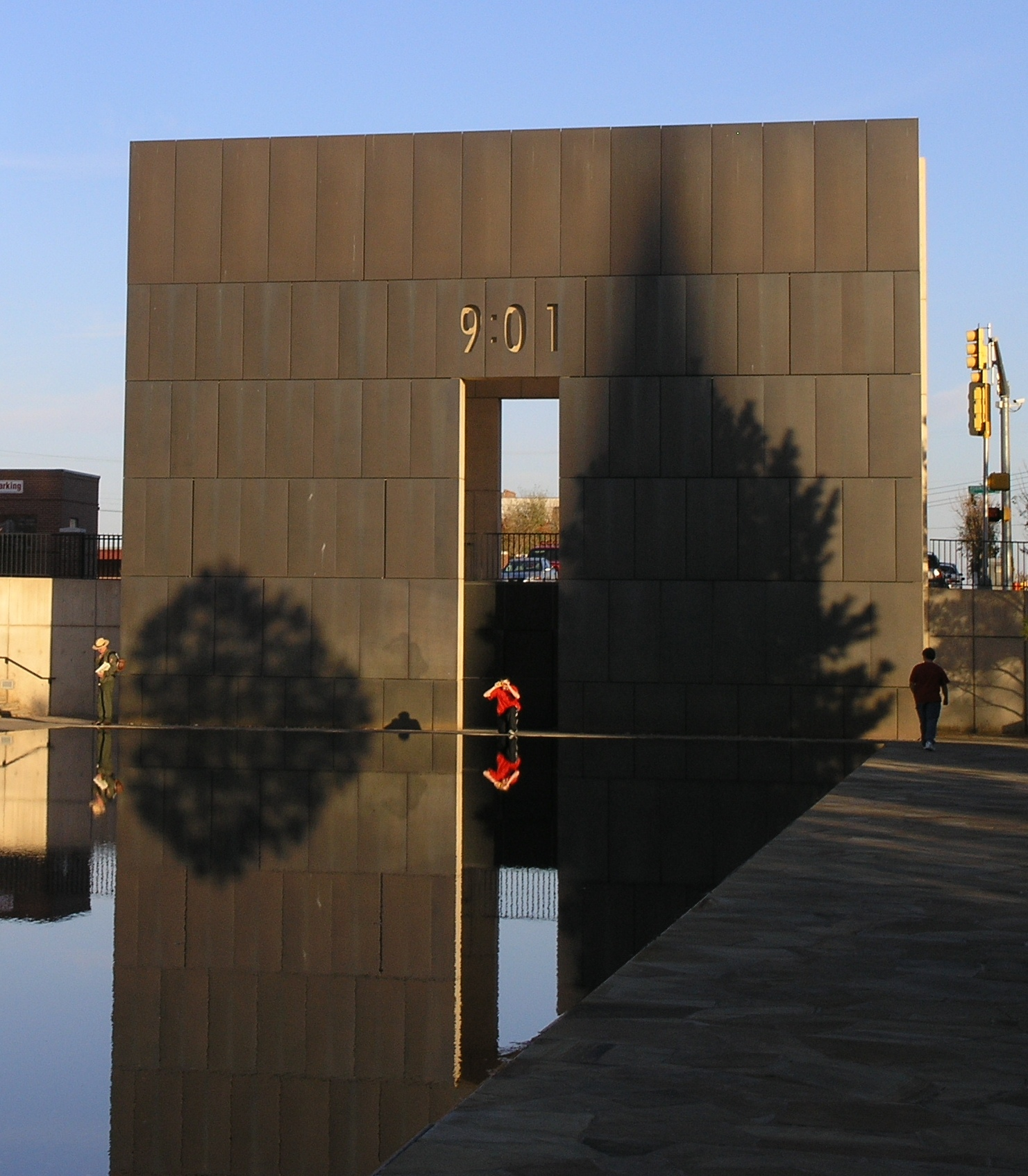
Het monument ter nagedachtenis aan de slachtoffers

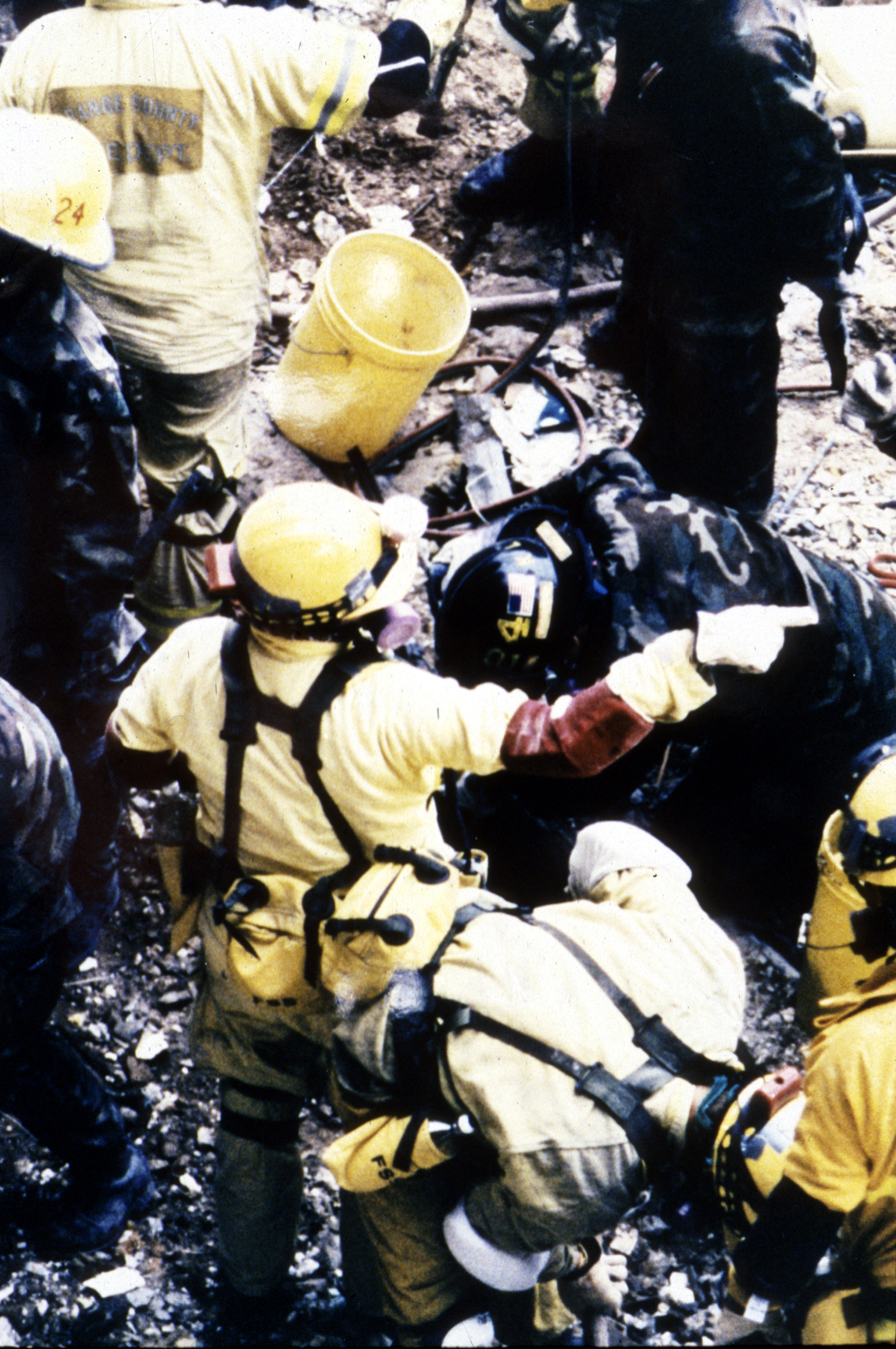
Reddingswerkers proberen mensen onder het puin vandaan te halen.

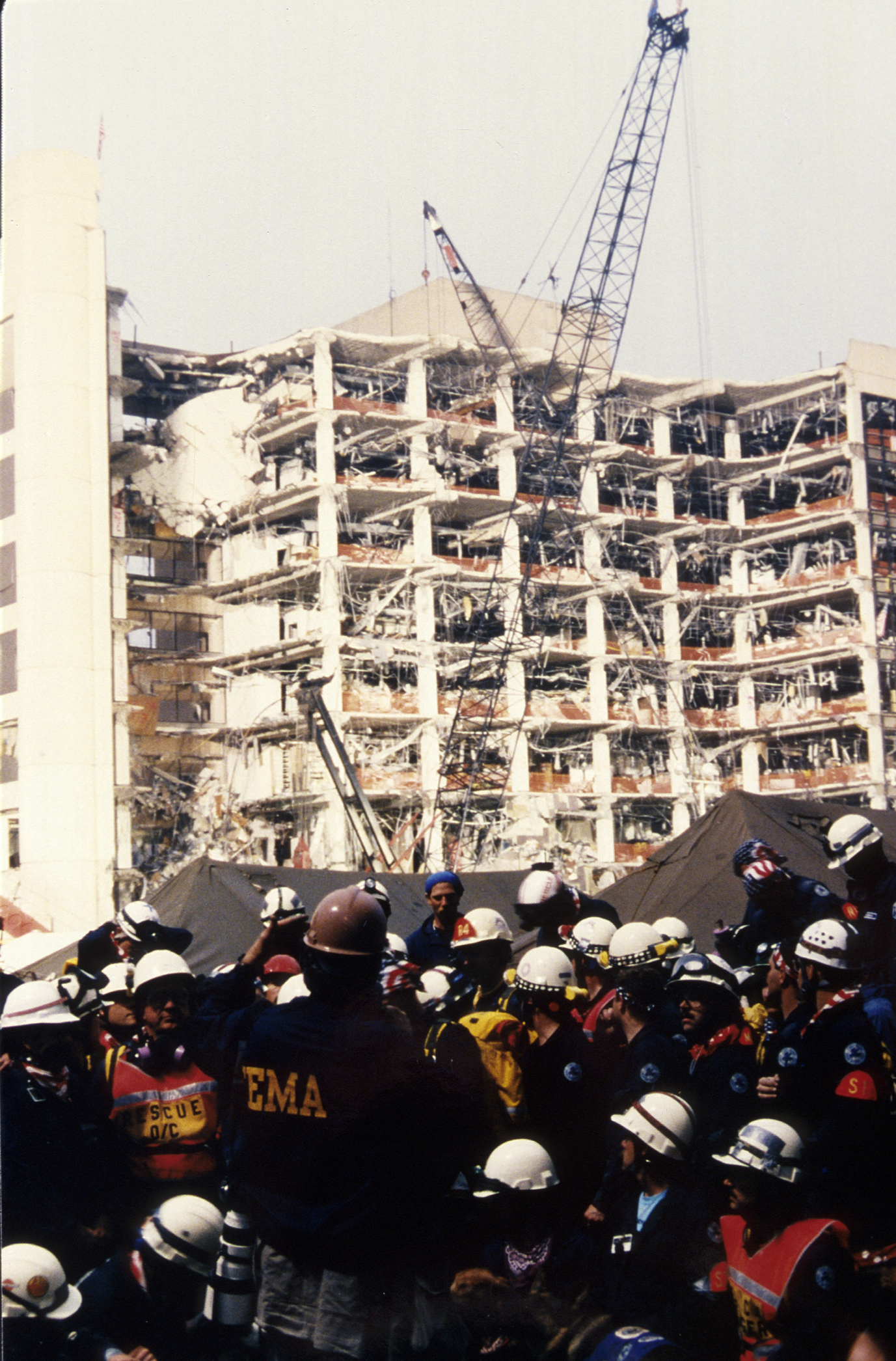
Reddingswerkers enkele dagen na de aanslag bij het beschadigde gebouw.

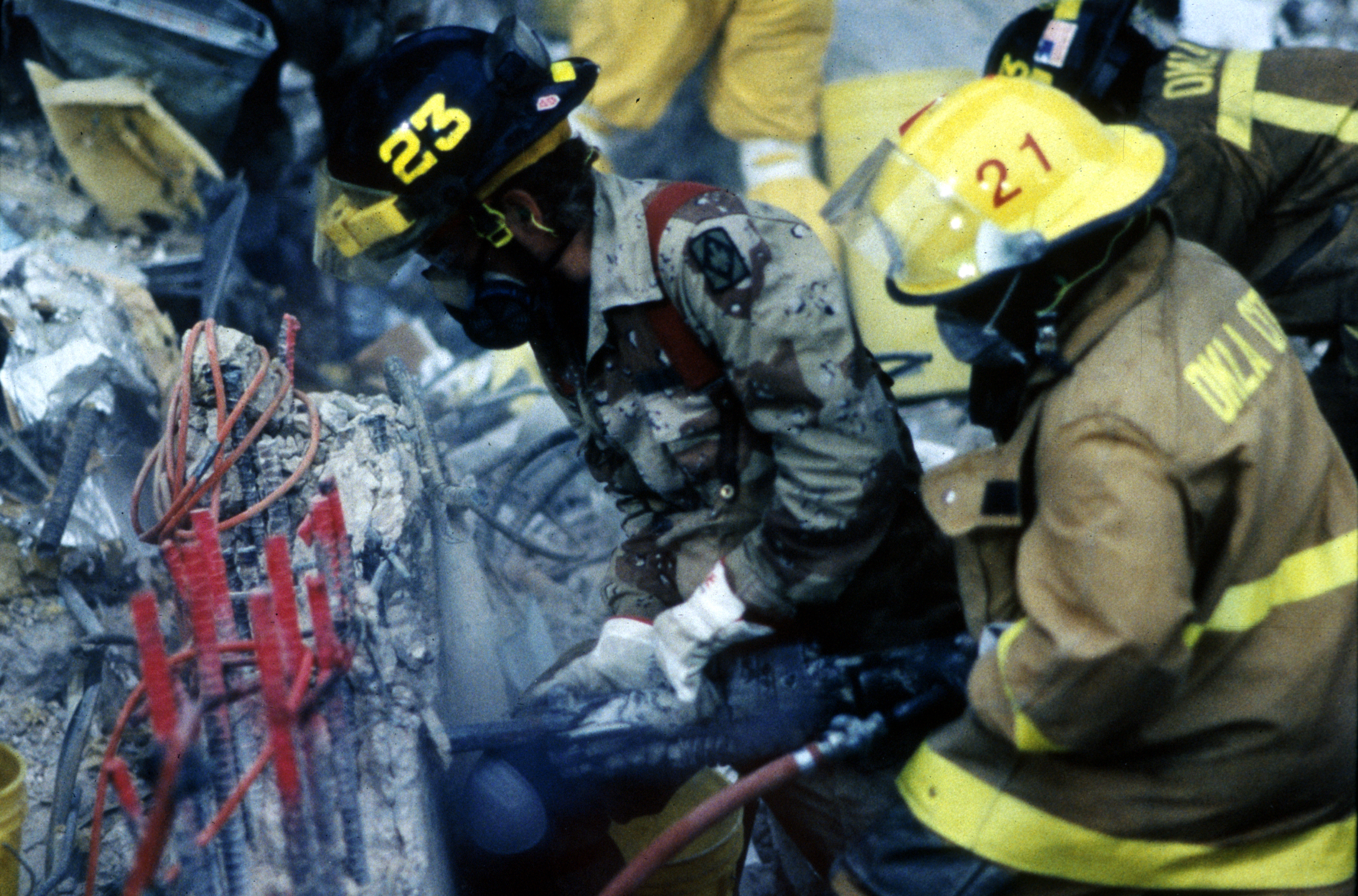
Reddingswerkers aan de slag.

Bij de bomaanslag in Oklahoma City van 19 april 1995 vielen 168 doden en 800 gewonden toen het Alfred P. Murrah Federal Building getroffen werd door een autobom, geplaatst door ex-soldaat Timothy McVeigh. Tot 11 september 2001 was het de grootste terroristische aanslag binnen de landsgrenzen van de Verenigde Staten.
Negentig minuten na de aanslag werd bij toeval de 27-jarige hoofdschuldige McVeigh aangehouden op de snelweg omdat hij zonder een kentekenplaat reed. Een paar dagen na de aanslag werden McVeigh en Terry Nichols gearresteerd voor hun betrokkenheid bij de aanslag.
Onderzoekers kwamen erachter dat zij beiden sympathisanten waren van een anti-regeringsbeweging en dat hun motief was wraak te nemen op de overheid vanwege twee gebeurtenissen in de jaren negentig. In 1992 vond er een conflict plaats met de blanke separatist Randy Weaver. Weaver moest voor de rechter komen omdat hij een geweer met een afgezaagde loop bezat, maar hij kwam niet opdagen. De FBI werd wantrouwig en omsingelde zijn huis, wat leidde tot een schietpartij, waarbij Weavers vrouw en zoon omkwamen. In 1993 mislukte een inval van de FBI bij de Branch Davidians, een sekte, waarbij circa tachtig leden aan de kant van de sekte om het leven kwamen.
McVeigh werd ter dood veroordeeld en geëxecuteerd door een dodelijke injectie op 11 juni 2001. Nichols werd veroordeeld tot levenslange gevangenisstraf. Een derde verdachte betrokkene, Michael Fortier, werd veroordeeld tot een gevangenisstraf van 12 jaar en een boete van $200.000 omdat hij de Amerikaanse overheid niet waarschuwde. Net als bij andere grote aanslagen doen ook hier complottheorieën de ronde.
Als gevolg van de aanslag liet de Amerikaanse regering de beveiliging van alle federale gebouwen verhogen door onder andere paaltjes neer te zetten. Op 19 april 2000 werd op de plaats van het Murrah-gebouw een monument onthuld ter nagedachtenis aan de slachtoffers.

## De aanslag
Op 15 april 1995 huurde Timothy McVeigh een truck bij het autoverhuurbedrijf Ryder in Junction City in Kansas, onder de naam Robert D. Kling. Op 16 april reed hij met die truck naar Oklahoma City samen met Terry Nichols. Vlak bij het Murrah-gebouw parkeerde hij een vluchtauto. Vervolgens reden McVeigh en Terry Nichols terug naar Kansas. In de dagen erop laadden ze in totaal 2300 kilogram materialen in de truck, onder andere ruim 50 kilogram ammoniumnitraat en 200 liter nitromethaan, grotendeels relatief makkelijk verkrijgbare materialen. Vervolgens reden de twee naar Geary County State Lake, waar ze de chemicaliën mengden tot ANNM met behulp van plastic emmers en een weegschaal. Vervolgens bevestigde McVeigh een dubbele ontsteking en nog enkele extra explosieven voor het geval dat de andere explosieven in het laadruim zouden weigeren. Na het in orde brengen van de bom scheidden de wegen van de twee mannen zich, Nichols ging naar Herington en McVeigh reed met de truck naar Oklahoma City.
Bij zonsopgang van 19 april kwam McVeigh aan bij het Murrah-gebouw. Hij had op dat moment een T-shirt aan met de tekst "The tree of liberty must be refreshed time to time with the blood of patriots and tyrants" ("De boom van de vrijheid moet nu eenmaal zo nu en dan worden ververst met het bloed van patriotten en tirannen"). Om 8.57 uur, toen hij vlak bij het gebouw was, ontstak McVeigh de eerste ontsteking (5 minuten voordat hij zou ontploffen). Drie minuten later ontstak hij de tweede ontsteking (die na twee minuten zou ontploffen). Vervolgens parkeerde hij de truck bij het laadcentrum van het gebouw en liep hij naar zijn vluchtauto waarmee hij wegreed.
Om 9:02 Central Standard Time ontplofte het busje aan de noordzijde van het negen verdiepingen hoge Alfred P. Murrah-gebouw. Door de ontploffing werd direct een derde van het gebouw weggevaagd en ontstond er een negen meter breed en 2,4 meter diep gat op de plaats waar de explosies plaatsvonden. 324 gebouwen en 86 auto's in de buurt van de explosies raakten beschadigd of werden vernietigd. Daarnaast braken van 258 gebouwen in de omtrek de ruiten. Door het rondvliegende glas kwamen meerdere mensen om. De vernietiging van het gebouw had als gevolg dat honderden mensen hun huizen verloren en meerdere kantoren moesten sluiten.
Het effect van de explosies stond gelijk aan 1814 kg TNT-equivalent en was tot 89 kilometer ver te horen. Seismografen in het Omniplex Museum in Oklahoma City registreerden een schok van 3,0 op de schaal van Richter.
Binnen negentig minuten na de aanslag werd McVeigh gearresteerd. Hij reed via de Interstate 35 weg uit Oklahoma, maar werd aangehouden omdat zijn Mercury Marquis geen kentekenplaat had. Hij werd daar vervolgens gearresteerd omdat hij een wapen in de auto had verborgen. Via het identificatienummer van een aandrijfas van het gehuurde busje werd McVeigh uiteindelijk gekoppeld aan de aanslag in Oklahoma. Nog voordat hij vrijgelaten zou worden voor het wapen dat hij bij zich had werd hij door federale agenten opgepikt voor het onderzoek.
Twee dagen na de aanslag gaf Nichols zich aan bij de FBI. Na een negen uur durende ondervraging werd hij in hechtenis genomen tot de rechtszaken zouden beginnen.
Aan het einde van de dag van de aanslag werd bevestigd dat er twintig doden waren gevallen, onder wie zes kinderen en dat er meer dan honderd gewonden waren. Pas later na de aanslag werd bekend dat er 168 dodelijke slachtoffers waren gevallen. Later werd een ongeïdentificeerd been van een mogelijk 169ste overleden persoon gevonden.
Van de 168 slachtoffers vielen er 163 in het Murrah-gebouw zelf, één vrouw werd gedood op straat, iemand anders werd gedood in een parkeergarage, een man en een vrouw stierven in het Oklahoma Water Resources-gebouw en een reddingswerker stierf nadat er brokstukken op haar hoofd vielen.
De overledenen waren in de leeftijd van drie maanden tot 73 jaar, waaronder ook drie zwangere vrouwen. 19 van de overleden slachtoffers waren kinderen. De verwondingen van de 853 gewonden varieerden van schaafwonden tot brandwonden en botbreuken. 24 personen, onder wie 16 specialisten, moesten de lichamen identificeren met behulp van DNA- en oogscans.

## Na de aanslag
Om 9:03:25 kwam het eerste telefoontje binnen bij de Emergency Medical Services Authority. In totaal werd vanwege de aanslag 1800 keer de politie gebeld. Omdat de klap van de explosie zo luid was dat het in de wijde omtrek te horen was, waren de politie, de brandweer en medici al op weg naar de plaats van ontploffing. Binnen 23 minuten na de gebeurtenis was er een groot tijdelijk centrum opgezet waarvanuit alle reddingsoperaties werden geregeld. In het eerste half uur werden er vijftig mensen gered uit het grotendeels ingestorte gebouw. Aan het einde van de dag waren er bijna 300 gewonden ondergebracht in diverse ziekenhuizen in de regio.
Om 10.28 uur werd er een object gevonden waarvan werd aangenomen dat het een tweede bom was. Ongeveer 45 minuten later werd ontdekt dat het geen bom was, waarna de reddingswerkzaamheden werden hervat. Rond zeven uur 's avonds werd de laatste overlevende onder het puin uitgehaald, een 15-jarig meisje. Zij bevond zich geheel onder het ingestorte gebouw. In de dagen na de explosie hielpen in totaal meer dan 12.000 mensen mee rond de gebeurtenissen die plaatsvonden. De organisatie FEMA zette onder andere een team van 665 reddingswerkers in om reddingsoperaties en onderzoek te doen. Om alle slachtoffers onder het puin vandaan te halen werd er tussen de 100 en de 350 ton afval verwijderd van de plaats tot 29 april. Er werden 24 reddingshonden ingezet om overlevenden en slachtoffers te zoeken.
Vele particulieren hielpen de reddingswerkers bij hun taak door kruiwagens, flessen water en helmen aan te bieden. De "Oklahoma Restaurant Association" droeg zijn steentje bij door bijna 20.000 maaltijden aan te bieden aan de reddingswerkers in de dagen na de ramp.
Op 4 mei om 23.50 uur werden de reddingswerkzaamheden gestaakt. Alle lichamen op drie na waren op dat moment teruggevonden. Men was van plan om het gebouw vervolgens geheel op te blazen in verband met de veiligheid. McVeighs advocaat vroeg om uitstel, maar het gebouw werd alsnog opgeblazen op 23 mei om 7.01 uur 's ochtends. In de dagen erna werd er voor 800 ton aan puin van de plaats waar ooit het gebouw stond weggetransporteerd. Een klein gedeelte van het puin werd gebruikt als bewijs bij de rechtszaken tegen de betrokkenen, verkocht aan personen, gedoneerd aan lokale scholen of gebruikt voor de herdenkingsplaats.

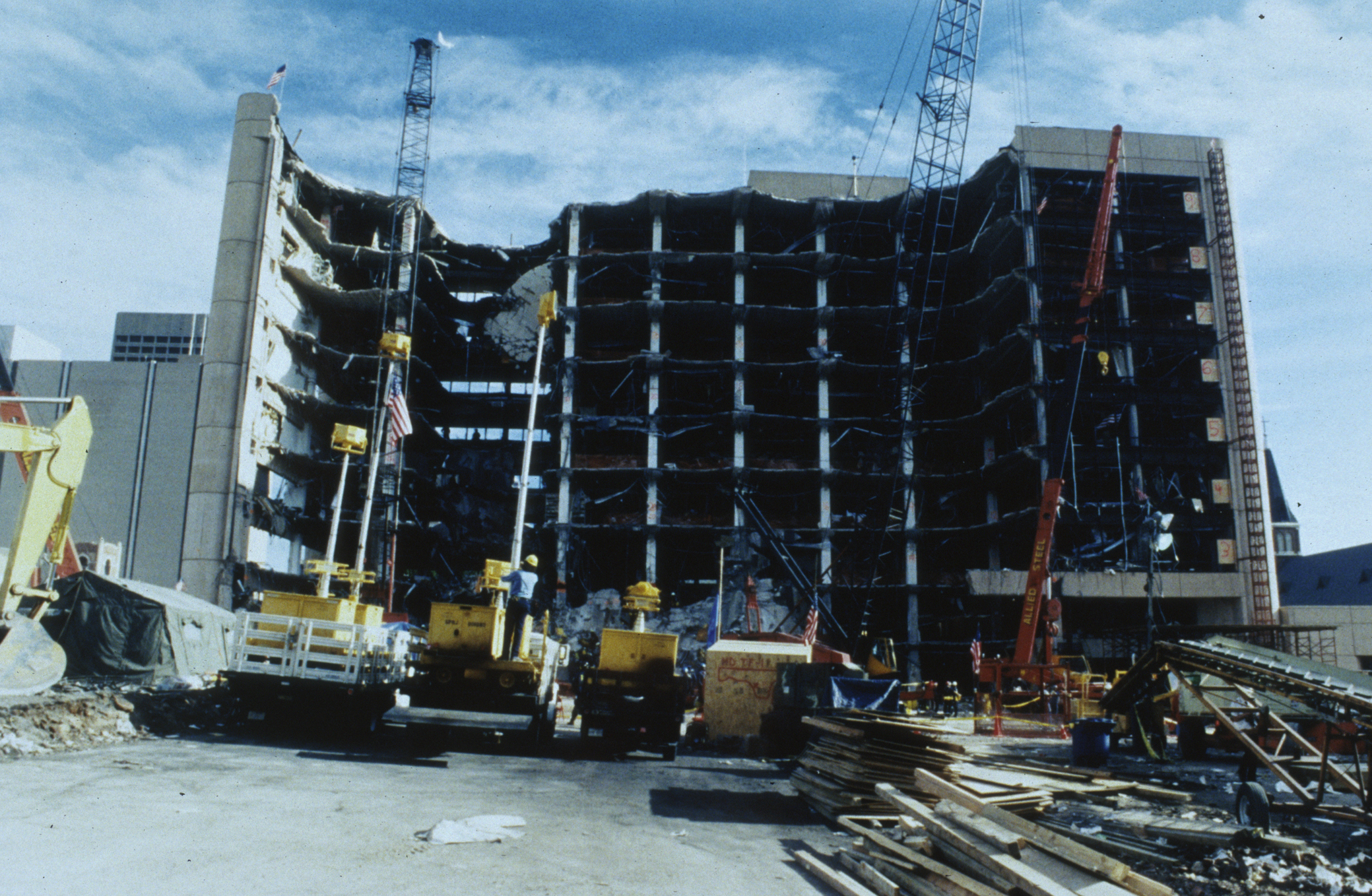
Het zwaarbeschadigde Murrah-gebouw

Om 9.45 uur 's ochtends kondigde gouverneur Frank Keating de noodtoestand af. Keating gaf de opdracht aan iedere werkgever dat zij hun werknemers moesten vrijwaren van hun verplichtingen, wanneer zij geen noodzakelijk werk hoefden te verrichten. President Bill Clinton werd rond 10.00 's ochtends op de hoogte gesteld van de gebeurtenis. Op dat moment had hij een ontmoeting met de Turkse premier Tansu Ciller op het Witte Huis. Rond 16.00 uur hield Clinton een toespraak: "De bomontploffing in Oklahoma City was een aanval op onschuldige kinderen en weerloze burgers. Het was een lafhartige en duivelse daad. De Verenigde Staten zullen dit niet tolereren en zullen niet toestaan dat inwoners van dit land geïntimideerd worden door duivelse lafaards".
Hoewel de overheid nooit financieel heeft bijgedragen aan de reddingswerkzaamheden bij de explosie werd wel het Murrah-fonds opgericht. Diverse landelijke overheidsinstellingen brachten in totaal 300.000 dollar bij elkaar voor dat fonds. Particulieren hebben ook in totaal 15 miljoen dollar bijgedragen, bedoeld voor de reddingswerkzaamheden en als compensatie voor de slachtoffers. Een speciaal comité, voorgezeten door Daniel J Kurtenbach, bood ook financiële compensatie aan de overlevenden.

### Kinderen
De media schonken veel aandacht aan het feit dat veel (negentien) kinderen stierven als gevolg van de aanslag. Een foto van brandweerman Chris Fields met een bloedend zwaargewond kind, dat later stierf in een ziekenhuis, werd het symbool van de aanslag. Na een onderzoek bleek dat veel kinderen die beelden van de kinderslachtoffers zagen, leden aan een posttraumatische stressstoornis.
President Clinton en zijn vrouw Hillary lieten hun zorgen blijken over hoe kinderen reageerden op de aanslag. Clinton en zijn vrouw wilden graag dat hulpverleners contact zouden opnemen met specialisten over hoe nu te praten met kinderen over de aanslag. Drie dagen na de aanslag hield Clinton opnieuw een toespraak, waarin hij zei: "Ik wil niet dat onze kinderen afschuwelijke dingen gaan geloven over het leven en de toekomst... de meeste volwassenen zijn goede mensen die onze kinderen willen beschermen in hun kinderjaren en we zullen hierdoorheen bijten". Op de zondag na de aanslag, 23 april, hielden de Clintons een bijeenkomst voor alle kinderen van de medewerkers die werkten bij overheidsinstanties gevestigd in het Murrah-gebouw. In een rechtstreekse radio- en televisie-uitzending uitten Clinton en zijn vrouw ondertussen hun bezorgdheid.

### Media
Honderden nieuwsploegwagens en journalisten waren aanwezig op de plaats van de aanslag om verslag te doen. Vrijwel onmiddellijk werd in de media gemeld dat de aanslag precies twee jaar na de inval van de FBI bij de Branch Davidians plaatsvond. Later zou blijken dat een van de daders, Timothy McVeigh, de aanslag pleegde met als reden onder andere het optreden van de overheidsinstanties bij die inval.
Veel nieuwsploegen brachten het bericht dat de aanslag mogelijk was gepleegd door islamitische terroristen. Als gevolg daarvan zouden diverse moslims en personen van Arabische afkomst aangevallen zijn.
Al snel na de aanslag verplaatste de media-aandacht zich van de reddingswerkzaamheden naar de verdachten, Timothy McVeigh en Terry Nichols, en de zoektocht naar een persoon die werd gezien samen met McVeigh maar nog niet geïdentificeerd was. In de pers werd hij aangeduid met de naam John Doe 2.

## Processen
De FBI leidde het officiële onderzoek naar de aanslag, onder de naam "OKBOMB". Het was de grootste zaak in de geschiedenis. FBI-agenten namen tijdens het onderzoek in totaal 28.000 interviews af. Er werd voor bijna een half miljard aan bewijsstukken verzameld. Al het bewijsmateriaal woog ongeveer 3,5 ton. Het totale onderzoek leidde uiteindelijk tot drie rechtszaken, waarin in elke rechtszaak McVeigh, Nichols of Fortier centraal stonden.

### Timothy McVeigh

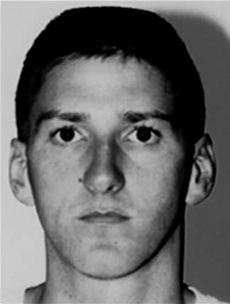
Timothy McVeigh, de uitvoerder van de aanslag

De Verenigde Staten werden in de rechtszaak vertegenwoordigd door een groep procureurs, onder leiding van Joseph Hartzler. Volgens Hartzler had McVeigh een grote haat tegen de regering, wat begon toen hij bij het Amerikaanse leger zat. Zijn haat tegen de regering nam nog verder toe toen de belastingen alsmaar werden verhoogd en hij hoorde van het optreden van de FBI bij de gebeurtenissen met Randy Weaver en de mislukte inval van de FBI bij de Branch Davidians. De procureurs benoemden 137 getuigen, onder wie Michael Fortier, de vrouw van Fortier genaamd Lori, en McVeighs zus Jennifer McVeigh. Zij konden bevestigen dat McVeigh inderdaad een grote haat had tegen de regering en dat hij er graag actie tegen wilde ondernemen. Michael Fortier en zijn vrouw bevestigden dat McVeigh hen zijn plannen had verteld over een bomaanslag op het Alfred P. Murrah-gebouw.
Tijdens de rechtszaak werd de zaak verplaatst van Oklahoma City naar Denver.
De verdediging van McVeigh werd gedaan door zes advocaten geleid door Stephen Jones. Volgens onderzoeker Douglas Linder wilde McVeigh dat Jones zijn daad zou neerzetten als "onvermijdelijke verdediging" tegen de regering, omdat hij in "dreigend gevaar" zou verkeren vanwege de regering; McVeigh pleegde de aanslag om toekomstige "misdaden" van de regering te voorkomen, zoals de incidenten met Randy Weaver en de Branch Davidians. Jones besloot de verdediging echter over een andere boeg te gooien. Jones voerde als verdediging dat McVeigh veel minder verantwoordelijkheid had voor zijn daad en dat hij slechts een schakel was uit een veel grotere groep mensen, een complot, achter de aanslag. Een slim in elkaar gezet complot zou er voor hebben gezorgd dat McVeigh nu als dader werd gezien en de rest vrijuit ging. Rechter Richard Matsch oordeelde nadat hij van de verklaring over het complot hoorde dat dat te onaannemelijk zou zijn. Jones zei later ook nog dat hij zich afvroeg of een bom van dergelijke omvang wel door twee personen gemaakt kon worden en hoe het kan dat niemand McVeigh had gezien bij de plaats delict. Tevens vroeg hij zich af waarom het onderzoek naar de bomexplosie slechts twee weken duurde.
Volgens Linder was er ook nog overtuigender bewijs voor McVeigh. Getuige Dr. Frederic Whitehurst zei dat het onderzoek van de FBI slecht was uitgevoerd en dat er slordig met het bewijsmateriaal was omgegaan. De onderzoektechnieken die de FBI gebruikt zouden het bewijsmateriaal kunnen vervuilen waardoor verkeerde resultaten de uitkomst zijn. Whitehurst kon echter geen specifiek bewijsstuk aanwijzen.
Het kostte de jury 23 uur om tot een oordeel te komen. Op 2 juni 1997 werd McVeigh schuldig bevonden aan de dood van elf personen en aan samenzwering. Hoewel de verdediging vond dat een levenslange gevangenisstraf met eerdere vrijlating voldoende was, werd hij door de jury veroordeeld tot de doodstraf. Op 11 juni 2001 werd hij ter dood gebracht met een dodelijke injectie in Terre Haute in de staat Indiana. Het vonnis werd voltrokken tegenover een camera. Alleen enkele familieleden hadden toegang tot de beelden.

### Terry Nichols
Terry Nichols stond terecht in twee rechtszaken. Hij werd eerst voor de rechter gedaagd door de federale regering vanwege het bouwen van een massavernietigingswapen in een samenzwering, waarmee bij de aanslag op het Murrah-gebouw acht federale officieren werden gedood. Nadat hij op 4 juni 1998 te horen kreeg dat hij was veroordeeld tot levenslang zonder vervroegde vrijlating, werd hij op 26 mei 2004 schuldig bevonden aan de dood van 161 personen.
Hoewel werd gedacht aan de doodstraf ging dit niet door, de jury koos daar namelijk niet unaniem voor. De wet in Oklahoma bepaalt dat de verdachte dan automatisch levenslang krijgt. Nichols' broer James was ook verdachte. Hij werd vrijgesproken wegens gebrek aan bewijs. Momenteel bevindt Nichols zich in de ADX Florence Federal Prison.

### Michael Fortier
Hoewel Michael Fortier werd gezien als medeplichtige, accepteerde Fortier het aanbod om te getuigen tegen McVeigh in ruil voor een lagere straf en immuniteit voor hem en zijn vrouw. Op 27 mei 1998 werd Fortier veroordeeld tot 12 jaar gevangenisstraf en tot een boete van 200.000 dollar vanwege het niet waarschuwen van de autoriteiten over de aanslag. Op 20 januari 2006 werd Fortier, na 85% van zijn straf uitgezeten te hebben, vrijgelaten wegens goed gedrag. Via een speciaal beschermingsprogramma van de Verenigde Staten heeft Fortier nu een nieuwe identiteit.

### Andere betrokkenen
Hoewel er in de media druk gespeculeerd werd over een derde betrokkene die werd gezien samen met Nichols en Fortier, is die persoon nooit gevonden. Een los been dat werd gevonden tussen de overblijfselen van het gebouw is nooit geïdentificeerd, maar men gaat ervan uit dat dit niet van een derde dader is.

## Gevolgen
Als gevolg van de aanslag kwam er een aantal nieuwe wetten om terroristen effectiever te kunnen veroordelen. In 1997 werd nog een aantal nieuwe wetten ingevoerd die slachtoffers het recht gaven om de rechtszaken van terroristen te kunnen volgen.
In de weken na de aanslag werden om alle federale gebouwen in de belangrijke steden tijdelijke betonnen muurtjes geplaatst om een aanslag zoals die bij het Murrah-gebouw te voorkomen. In de jaren na de plaatsing werden die muurtjes langzaam vervangen door stijlvollere muurtjes die ook verankerd werden in de grond. In totaal kostten de veiligheidsverbeteringen aan overheidsgebouwen meer dan 600 miljoen dollar. 
De aanslag zorgde er ook voor dat er nieuwe gebouwconstructies ontworpen werden die beter bestand zouden zijn tegen explosieve krachten. Het nieuwe federale gebouw in Oklahoma City is verbeterd ten opzichte van het oorspronkelijke gebouw, zodat mogelijke toekomstige aanslagen tot minder schade zullen leiden. Het National Geographic Channel-programma Seconds From Disaster suggereerde dat het Murrah-gebouw waarschijnlijk wel overeind was blijven staan na de aanslag wanneer men het gebouw aardbevingsbestendig had gemaakt.

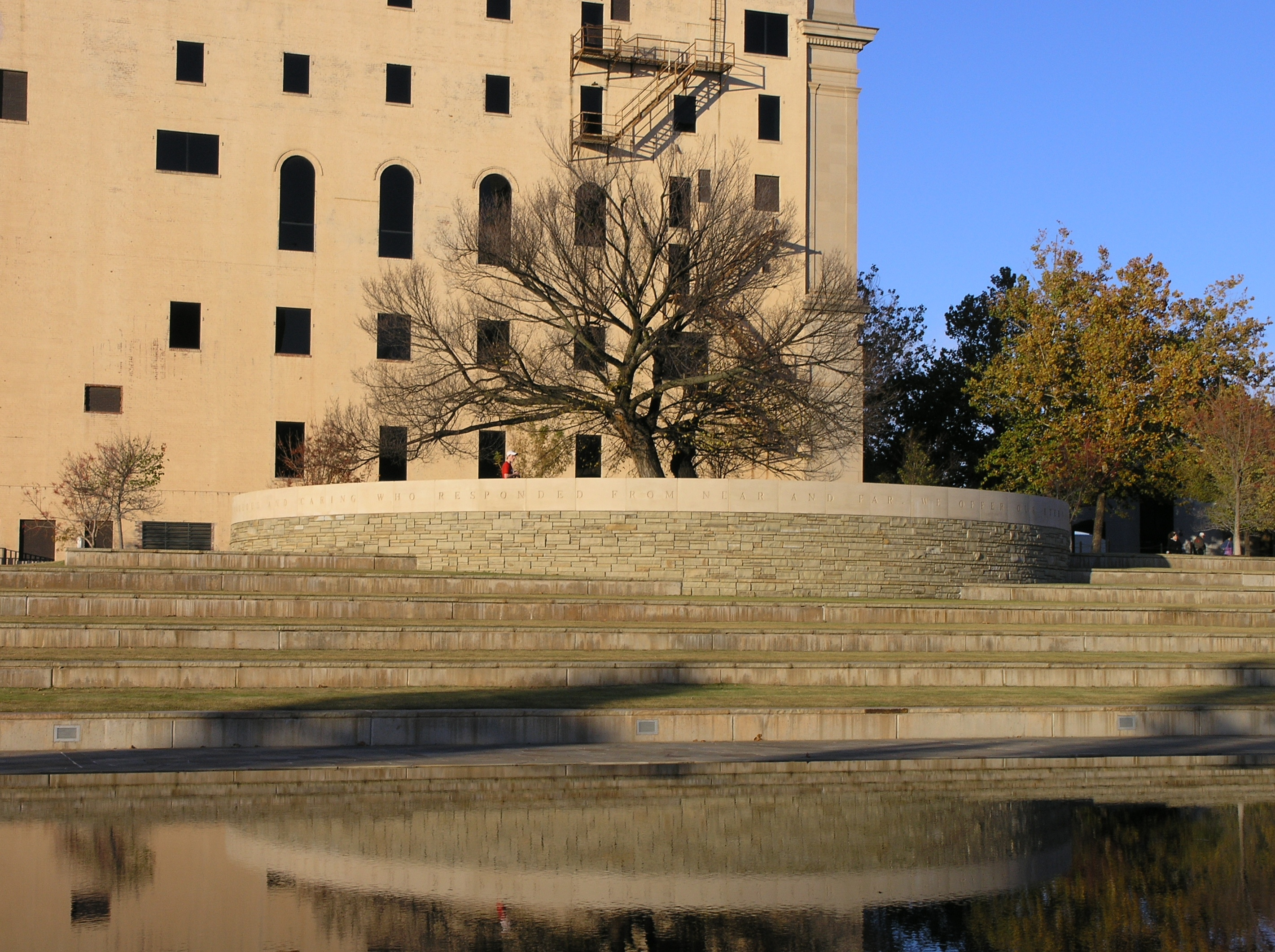
De overlevingsboom, een boom die de aanslag overleefde.

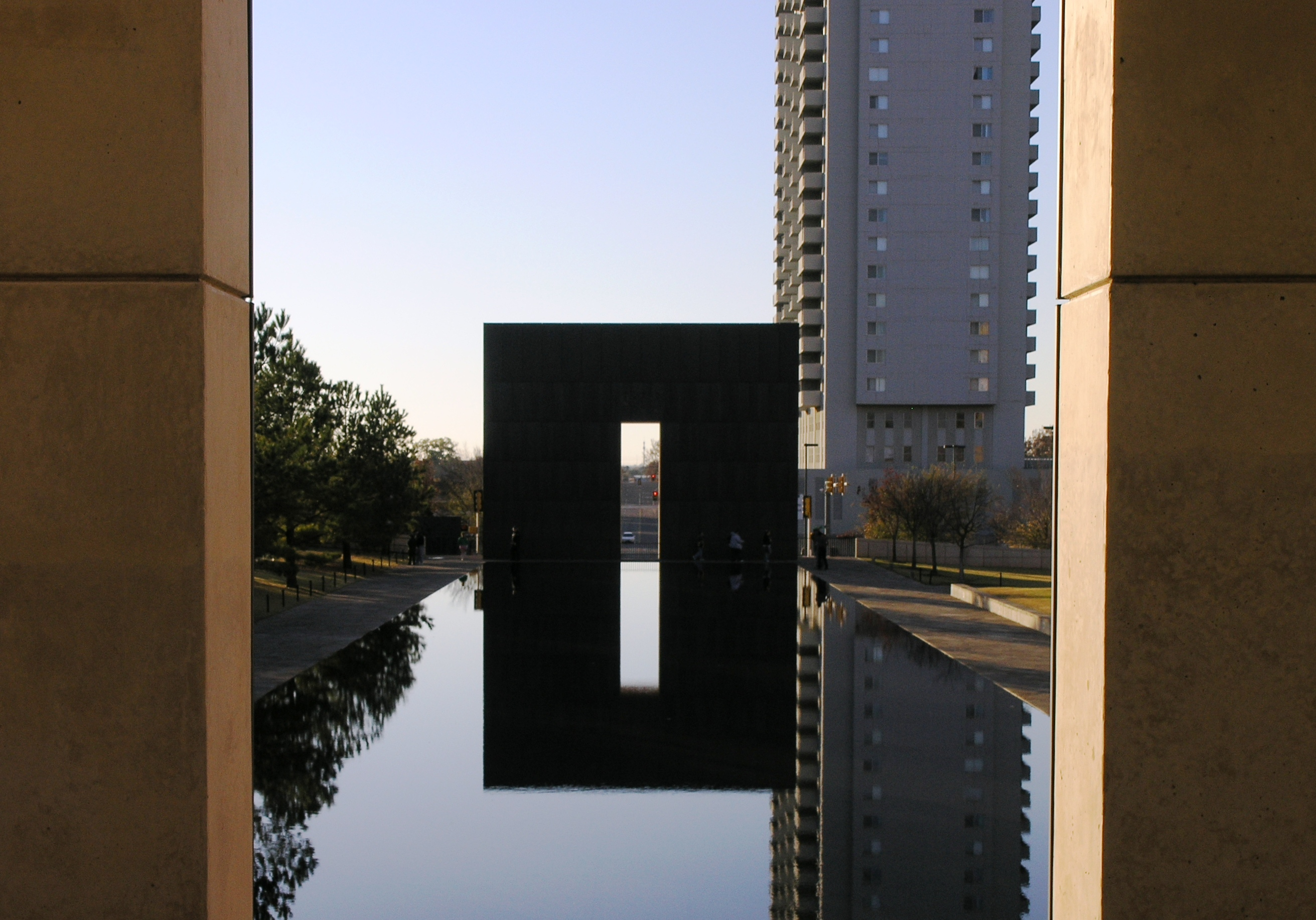
De vijver met de twee poorten.

## Herdenking
Tot twee jaar na de aanslag waren de enige gedenktekens voor de slachtoffers knuffeldieren, kruisbeeldjes, brieven en andere persoonlijke objecten. Die objecten lagen rondom het gebouw.
Al op de dag na de aanslag werden al meerdere ideeën over een gedenkplaats gestuurd naar Oklahoma City. Toch duurde het tot 1996 voordat een begin werd gemaakt met een gedenkplaats. Op 1 juli 1997 werd door een 15-koppige jury uit 624 inzendingen één ontwerp gekozen dat werd uitgevoerd. Dit ontwerp was van architecten Steven Berg en Hans en Torrey Butzer. Op 19 april 2000 werd het monument onthuld door president Clinton, exact vijf jaar na de aanslag. Bij het monument ligt tevens een museum waarin de aanslag centraal staat.
De herdenkingsplaats bestaat onder andere uit een vijver, met aan weerszijden een grote poort. Op de ene poort staat 9:01 (voor de explosie), op de andere 9:03 (na de explosie), de vijver symboliseert 9:02, het tijdstip van de ontploffing. Aan de zuidkant van de plaats ligt een grasveld met daarop bronzen en stenen stoelen. Elke stoel symboliseert een persoon die is omgekomen bij de aanslag. Het materiaal van de stoel is afhankelijk van het materiaal van het oppervlak waarop de slachtoffers stonden ten tijde van de aanslag. De stoelen van de kinderen zijn kleiner dan die van de volwassenen. Aan de andere kant staat de "survivor tree" (de "overlevingsboom"), een boom die er al stond voor de aanslag, en het overleefde. Een klein gedeelte van het gebouw is niet opgeruimd, om de bezoekers te laten zien hoe groot de verwoesting was. Aan de westkant van de herdenkingsplaats ligt achter een hek een stapel van 800.000 persoonlijke objecten die herinneren aan de dodelijke slachtoffers.
Een kerk die ook verwoest werd bij de aanslag heeft een beeld van een huilende Jezus bij de herdenkingsplaats geplaatst. Hoewel het beeld officieel niet bij de herdenkingsplaats hoort is het een populaire plaats voor bezoekers. Ten noorden van de herdenkingsplaats ligt het Journal Record-gebouw, waarin zich een museum over de aanslag en een antiterrorisme-denktank bevindt.

## 10 jaar later
Van 17 april tot 24 april 2005 werd uitgebreid stilgestaan bij de 10e verjaardag van de aanslag. Bij het monument in Oklahoma City werd de zogenaamde "Nationale Week van de Hoop" gehouden.
Om 9:01 op 19 april, exact de tiende verjaardag van de aanslag, werd er net als in de voorgaande jaren 168 seconden stilte gehouden, voor elk dodelijk slachtoffer één seconde. Ook werden alle namen van de slachtoffers opgelezen, door kinderen, om de toekomst van Oklahoma City te symboliseren.
Vicepresident Dick Cheney, voormalig president Clinton, gouverneur van Oklahoma Brad Henry, voormalig gouverneur van Oklahoma Frank Keating en andere politici waren aanwezig en deden toespraken.
President George W. Bush schreef voor de tiende verjaardag van de aanslag een verklaring waarin hij onder andere schreef "Voor de overlevenden van de misdaad en voor de families van de overledenen duurt de pijn voort". Hoewel Bush was uitgenodigd voor de herdenking kwam hij niet vanwege de opening van het Abraham Lincoln-museum in Springfield in de staat Illinois.

## Complottheorieën
Zoals bij veel grote aanslagen doen er complottheorieën de ronde. Zo zou er nog een aantal andere explosieven geplaatst zijn door anderen. Volgens een ex-VS-explosieven-expert zou de grootte van de ontploffing en de ravage niet in overeenstemming zijn met de bom van McVeigh.
Meerdere getuigen zagen een tweede persoon rond de tijd van de aanslag, de aanwijzing dat er een tweede terrorist zou zijn (zie eerder in dit artikel). Men heeft later iemand aangehouden op basis van een model, gemaakt aan de hand van getuigenverklaringen, maar die persoon werd vrijgelaten omdat hij niet betrokken was bij de aanslag.
Complottheorie-aanhangers zouden ook in het bezit zijn van seismologische opnamen van de gebeurtenis, waaruit zou blijken dat er meerdere bommen waren. Na onderzoek van een lokale geologische instantie werd duidelijk dat de schokgolven door de aarde vervormd waren.
In 2006 maakte Dana Rohrabacher bekend dat een overheidsinstantie voor buitenlandse relaties zal onderzoeken of de daders achter de aanslagen vanuit het buitenland werden gesteund. Toen men Rohrabacher om nadere informatie vroeg zei hij "Eigenlijk is er niets mis met het bijdragen aan een complottheorie wanneer er daadwerkelijk een complot kan zijn".